# Geophilus gigas
Geophilus gigas är en mångfotingart som beskrevs av Carl Graf Attems 1951. Geophilus gigas ingår i släktet Geophilus och familjen storjordkrypare.
Artens utbredningsområde är Iran. Inga underarter finns listade i Catalogue of Life.